# Fabomyia karatavica
Fabomyia karatavica är en tvåvingeart som beskrevs av Fedotova 1992. Fabomyia karatavica ingår i släktet Fabomyia och familjen gallmyggor.
Artens utbredningsområde är Kazakstan. Inga underarter finns listade i Catalogue of Life.